# Franc Debevec (ftiziolog)
Franc Debevec, slovenski zdravnik ftiziolog, * 4. oktober 1898, Ig, † 19. januar 1978, Ljubljana.

## Življenje in delo
Rodil se je očetu Antonu in materi Antoniji (roj. Kocmur).
Diplomiral je 1924 na medicinski fakulteti dunajske univerze, nato je bil do 1928 asistent v zdravilišču za pljučne bolezni na Golniku in opravil specializacijo iz ftiziologije. V letih 1929−1945 je bil zdravnik na pljučnem oddelku ljubljanske bolnišnice, nato primarij oddelka. V letih 1929 - 1930 je absolviral tudi na ljubljanski Filozofski fakulteti ter od 1943 - 1972 predaval pastoralno medicino na Teološki fakulteti v Ljubljani. S področj boja proti tuberkulozi je objavil več kot 50 strokovnih in okoli 30 poljudnih del.